# Adán Mejía
Adán Felipe Mejía Herrera (Lima, 22 de septiembre de 1896 - ibídem, 5 de mayo de 1948), apodado «El Corregidor», fue un escritor y periodista peruano.

## Biografía
Hijo del médico Adán Hilario Mejía Farfán y de Adriana Herrera. Estudió en el Instituto Nacional de Primera Enseñanza (1905-1908) y en el Colegio La Inmaculada (1909-1915). Luego ingresó a la Facultad de Letras de la Universidad Mayor de San Marcos (1916).
Según refiere Juan Francisco Valega, su apelativo de «El Corregidor» (que nunca usó como pseudónimo) se debió a que desde su temprana juventud solía hacer correcciones gramaticales a sus amigos, durante las tertulias que se realizaban en la casa de sus abuelos en San Miguel.
Luis Alberto Sánchez lo describe como «gran conversador, de sólida cultura y sano humorismo». También lo recuerda como una mezcla de bohemio y erudito. Fue amigo y confidente de célebres literatos, como Abraham Valdelomar, José Gálvez Barrenechea, César Vallejo, José María Eguren, Martín Adán, Antenor Orrego, Federico More y Enrique Bustamante y Ballivián.
Trabajó como secretario del concejo municipal de Magdalena del Mar, de manera intermitente, entre 1921 y 1934. También fue secretario del Ministerio de Gobierno, bajo el segundo gobierno de Óscar R. Benavides (1935).
Pero su labor fundamental fue el periodismo. Fue redactor de La Hoguera (1926), El Tiempo (1928-1930), La Prensa (1931 y 1946-1947), La Revista Semanal (1934), El Hombre de la Calle (1934), Universal (1937-1938), Suácate (1945-1946) y Buen Humor (1946). Así como editor del semanario Tracatrán (un número, del 4 de julio de 1936).
Falleció en su casa de San Miguel, Lima, el 5 de mayo de 1948.

## Publicaciones
- Ingeniado y alegre pormenor de los acontecimientos memorables que concurrieron a la felice fundación de la Ciudad de los Reyes (1935), relato humorístico, que fue la única obra que publicó en vida.[4]
- Exhumaciones (1957), recopilación póstuma de sus artículos periodísticos, que son semblanzas críticas de escritores peruanos.[5]
- Ayer y hoy (1959), recopilación póstuma de sus crónicas de tema culinario, publicadas en La Prensa.[1]
- De cocina peruana (1969), selección de los artículos del libro anterior.[1]

## Ayer y hoy
De manera póstuma fue publicado el libro Ayer y hoy, recopilación de 40 de sus crónicas aparecidas en la columna del mismo nombre del diario La Prensa entre los años 1946 y 1947. Esta publicación fue el fruto de la insistencia de sus amigos, que fue acogida por Sandro Mariátegui, director de Imprenta y Editorial Minerva, en cuyos talleres se imprimió la obra (1959). Fue prologada por Juan Francisco Valega.
Se trata de crónicas sobre el «arte de la cocina limeña y nacional», con escenarios culinarios, descripciones de insumos, formas de preparación y secretos. «Los anticuchos, los frejoles, el ají, la carapulca, el camote, los picarones, los turrones, la papa, la butifarra, la mazamorra, el camote, el copón, el vino, el mango; he aquí un apetitoso desfile de viandas y productos criollos, comentados ágil, tierna y sonrientemente». (Luis Alberto Sánchez).
En el 2002, Isabel Álvarez Novoa publicó un estudio sobre la obra de Adán Mejía, titulado El Corregidor Mejía, cocina y memoria del alma limeña, editada por la Universidad de San Martín de Porres.